# Гагрипш (ресторан)
«Гагрипш» — ресторан и один из символов города Гагры в Абхазии. Расположен напротив фонтана в Приморском парке в районе Старой Гагры.

## История
Название ресторана происходит от одноимённой реки, протекающей рядом с ним.
Деревянное здание с часами было привезено в разобранном виде из Скандинавии в 1902 году. Это строение купил на всемирной выставке в Париже основатель курорта принц Александр Ольденбургский.
Здание «гагрской дачи» было привезено в Абхазию и собрано на месте. Всё сооружение собрано без металлического крепежа. Там же было куплено здание для дворца принцессы Евгении Ольденбургской, который вместе с этим домом составлял единый архитектурный ансамбль (не сохранилось).
В 1903 году возведение здания было закончено, и 9 января 1903 года в нём состоялось торжественное открытие Гагрского курорта или, как его называли в то время, — Гагрской климатической станции.
Этот зал посещали император Николай II, Иосиф Сталин, писатели Иван Бунин, Максим Горький, певец Фёдор Шаляпин. Позже Леонид Леонов и Бруно Ясенский в гостинице «Гагрипш» встретились с председателем ЦИК Абхазии Нестором Лакобой.
Император Николай II был здесь с визитом в Абхазию в мае 1912 года, когда навещал родственника Александра Ольденбургского.
«С хлебом и солью встретили государя императора представители абхазской аристократии во главе с Александром Григорьевичем Чачба — головой города Сухума, который принимал деятельное участие в подготовке этих торжеств. Гости проследовали в дом (современный ресторан „Гагрипш“), где в узком кругу с принцем и представителями абхазского дворянства общались за чаем. Затем проехались на автомобилях и вышли в парк».

## Достопримечательность
Внешний облик и интерьеры ресторана, несмотря на многочисленные реконструкции, остались практически без изменений до настоящего времени, передавая атмосферу самого начала XX столетия. «Гагрипш» — сохранившийся памятник истории, действующий и сейчас. Механические часы находятся в рабочем состоянии, до сих пор их заводят вручную.

## Гагрипш в искусстве
В ресторане Гагрипш проходили съёмки фильма «Зимний вечер в Гаграх».
В главном зале ресторана снималась сцена завтрака принца Флоризеля в фильме «Приключения принца Флоризеля».
Василий Аксенов описывает ресторан в рассказе «Перемена образа жизни».
Петр Вайль в «Гении места» вспоминает заросшую лестницу ресторана как один из символов разрухи после грузино-абхазской войны.

## Галерея

«Гагрипш» в разные годы
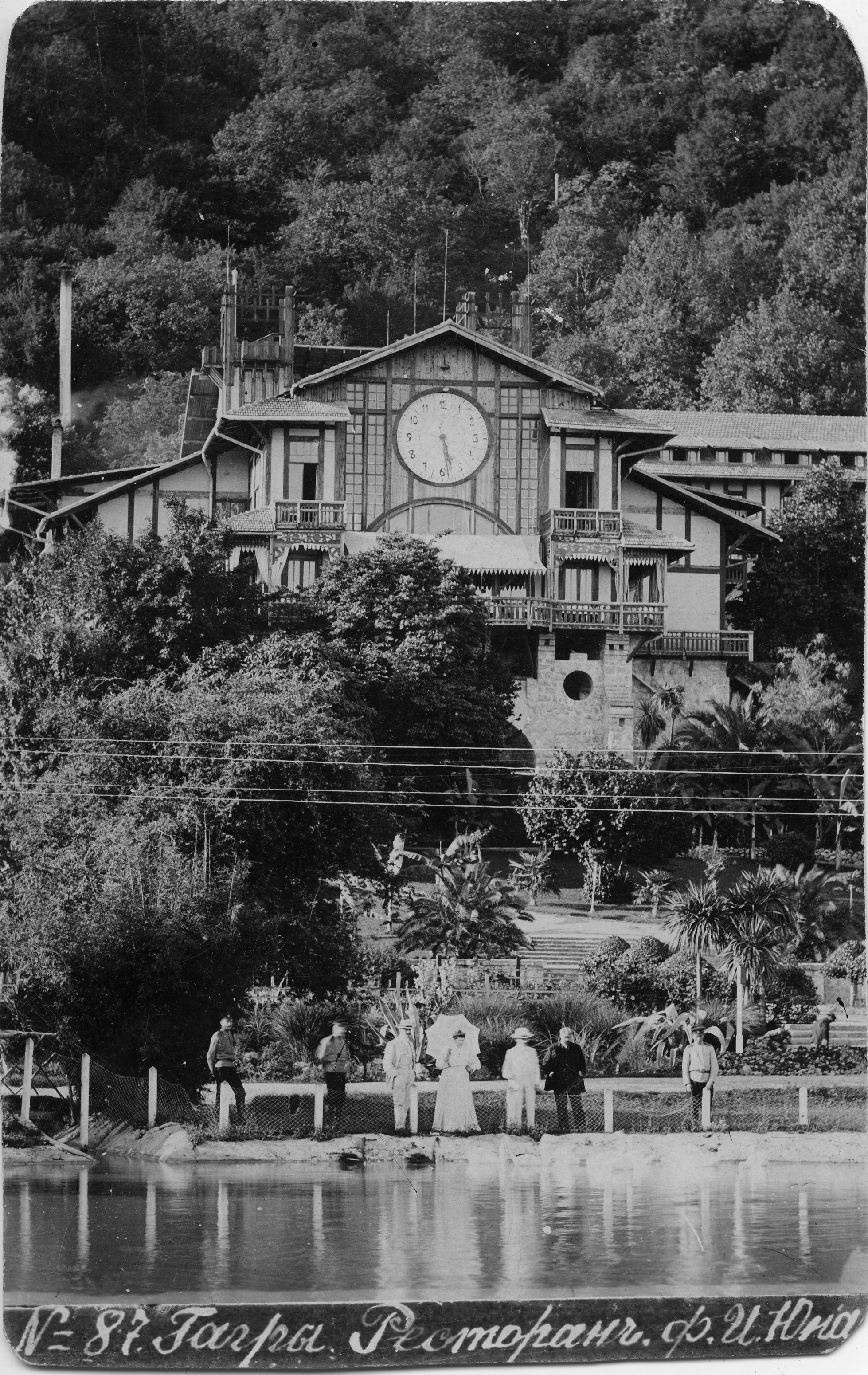
На открытке 1910 года
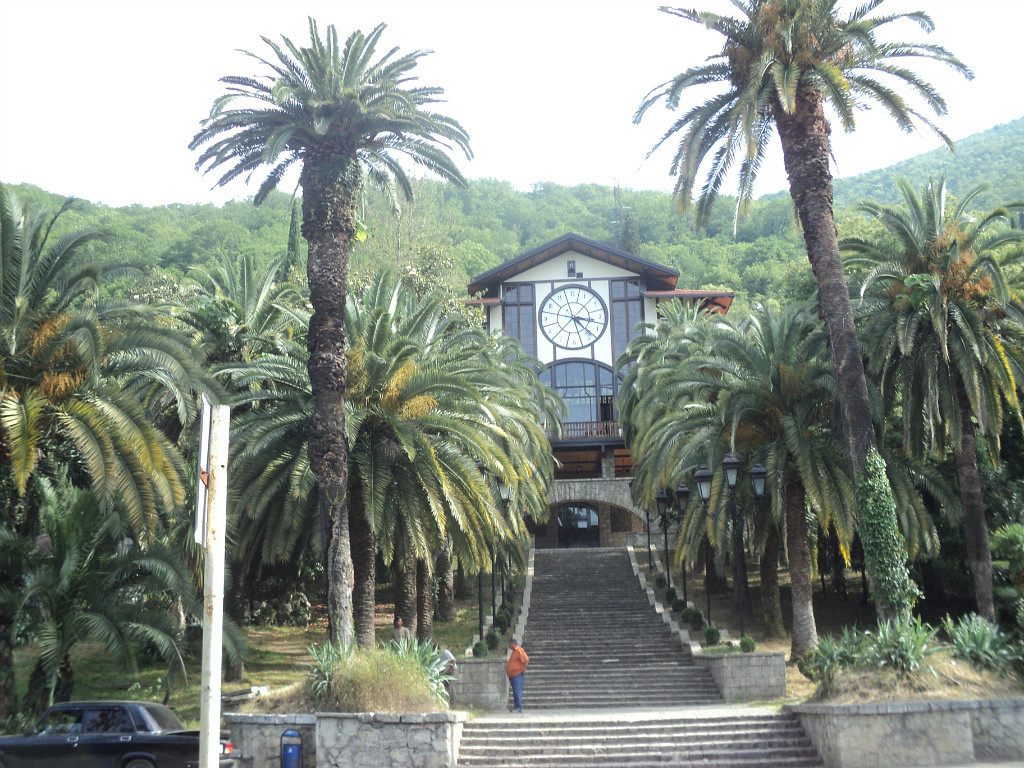
2013
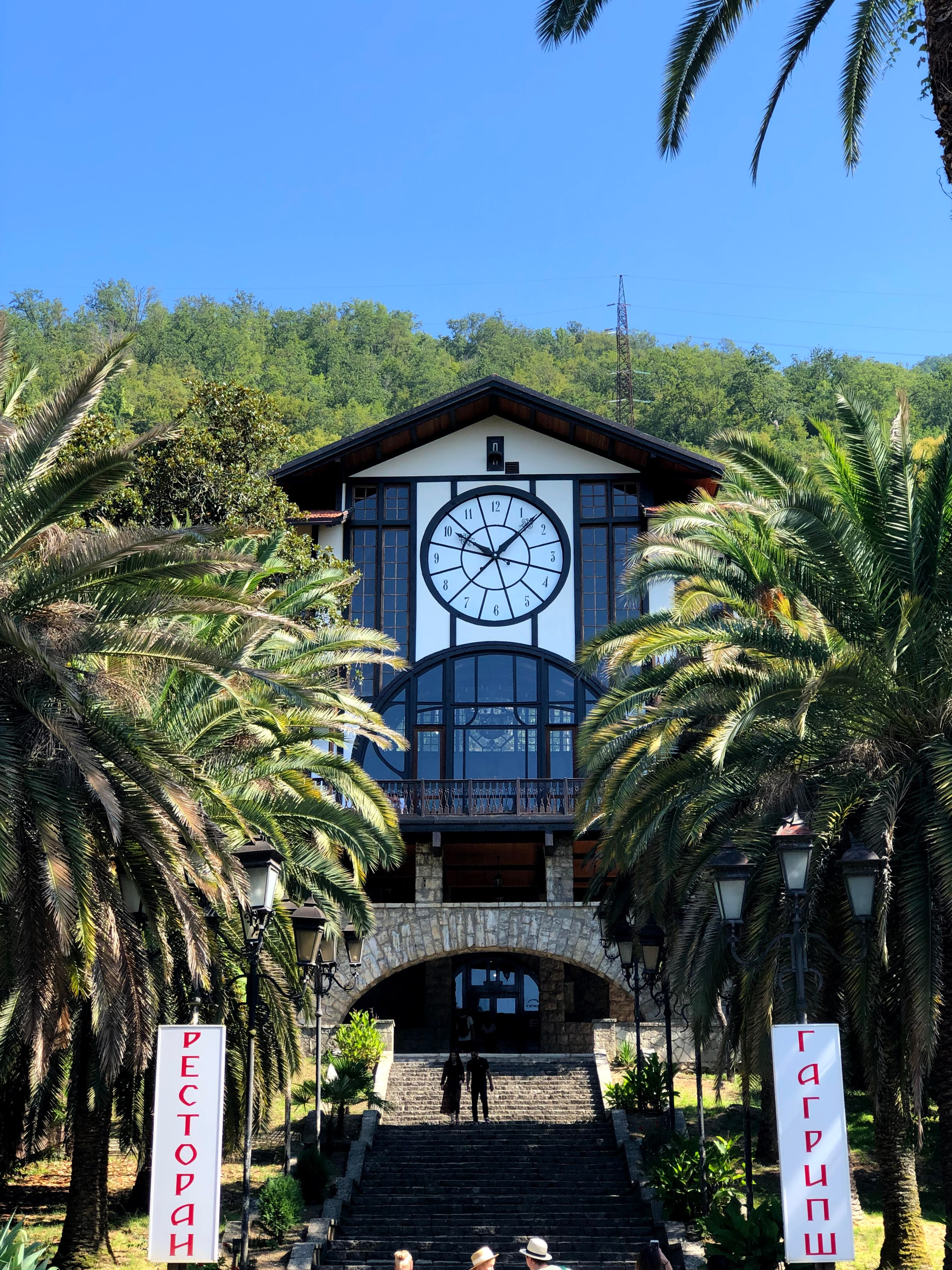
2020
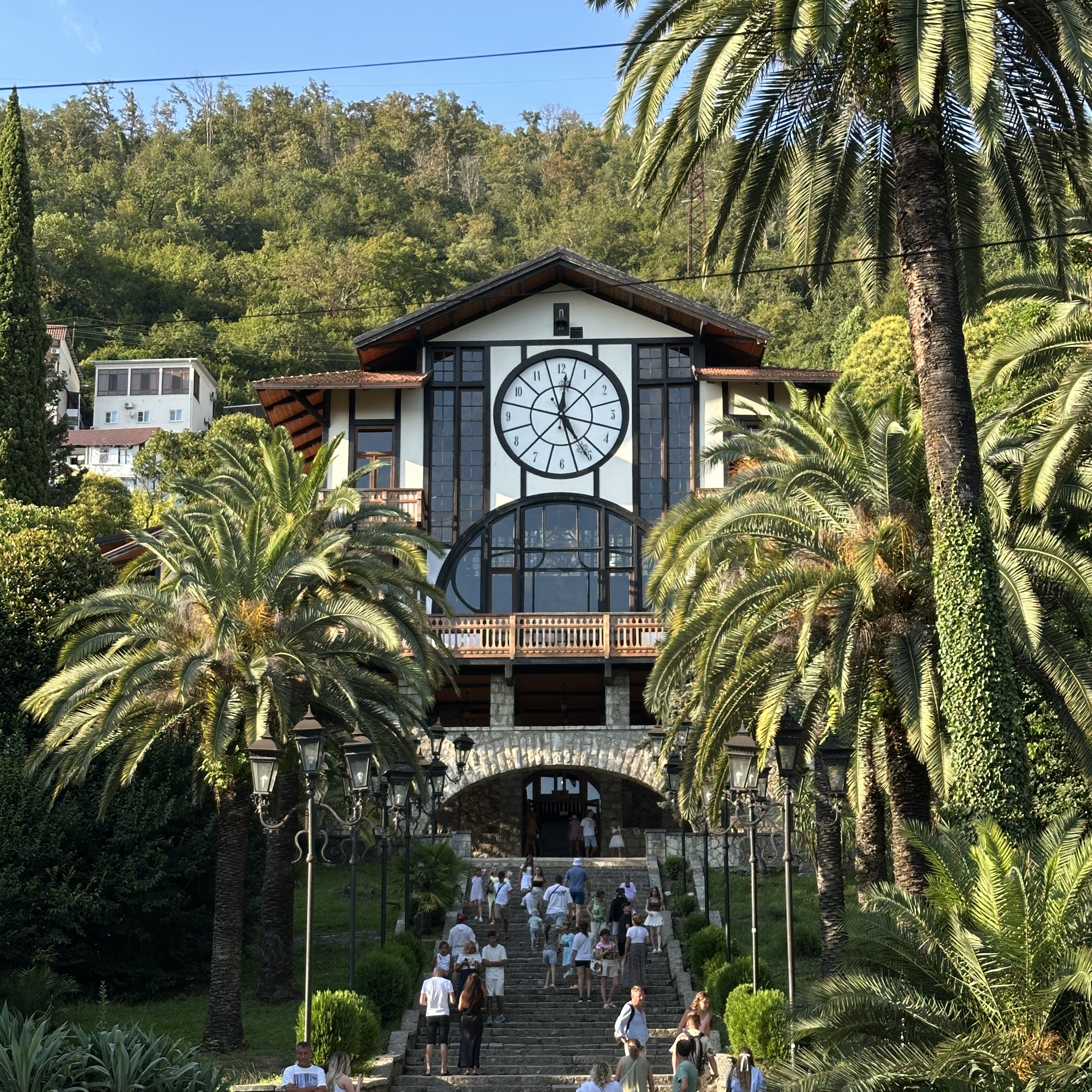
2025
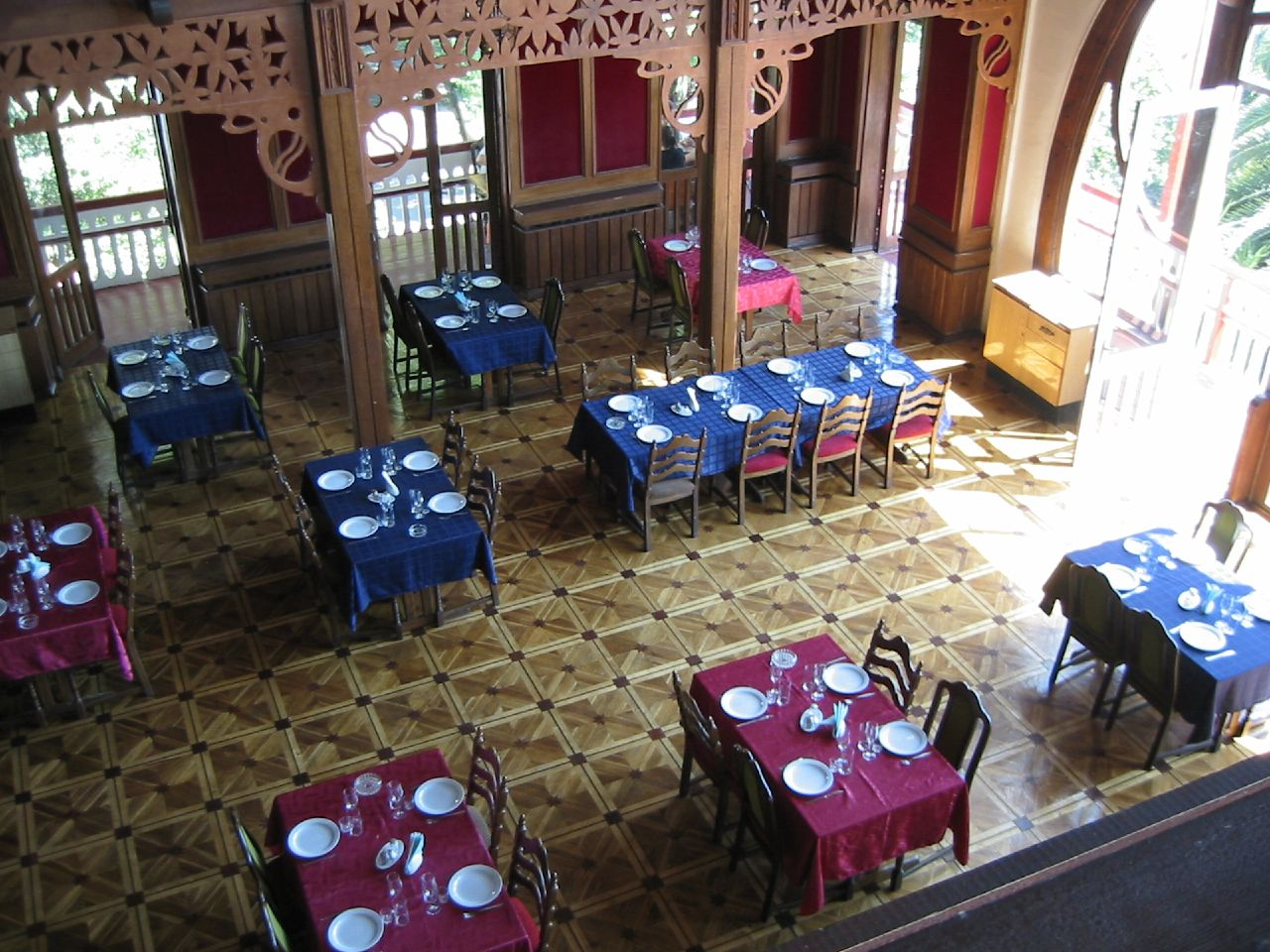
Интерьер, 2004
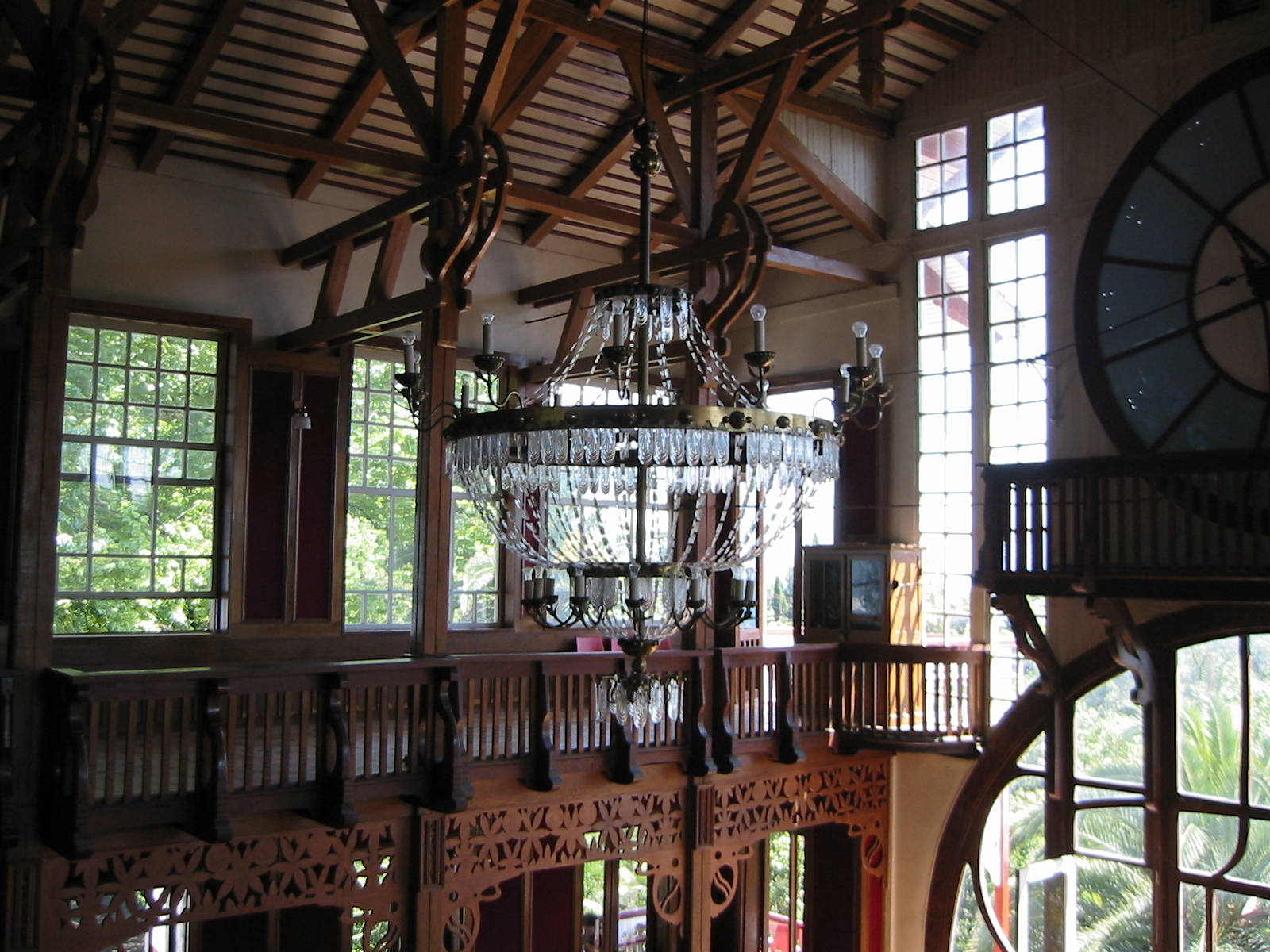
Интерьер